# St Gildas RC Junior School

St Gildas RC Junior School, katolsk skola, "Junior School", i London. Grundad 1915 av nunnor från The sisters of St. Gildas.